# هوارد غيلكي
هوارد غيلكي (بالإنجليزية: Howard Gilkey)‏ هو مهندس المناظر الطبيعية أمريكي، ولد في 26 مارس 1890 في وينثروب في الولايات المتحدة، وتوفي في 1972 في أوكلاند في الولايات المتحدة.